# Hyde megye (Dél-Dakota)
Hyde megye az Amerikai Egyesült Államokban, azon belül Dél-Dakota államban található. Megyeszékhelye és legnagyobb városa Highmore. Lakosainak száma 1262 fő (2020. április 1.). Hyde megye Faulk, Hand, Buffalo, Lyman, Hughes, Sully és Potter megyékkel határos.

## Népesség
A megye népességének változása:
| Lakosok száma | 1416 | 1397 | 1434 | 1391 | 1397 | 1262 |
|               | 2010 | 2011 | 2012 | 2013 | 2015 | 2020 |